# Národní parky v Srbsku

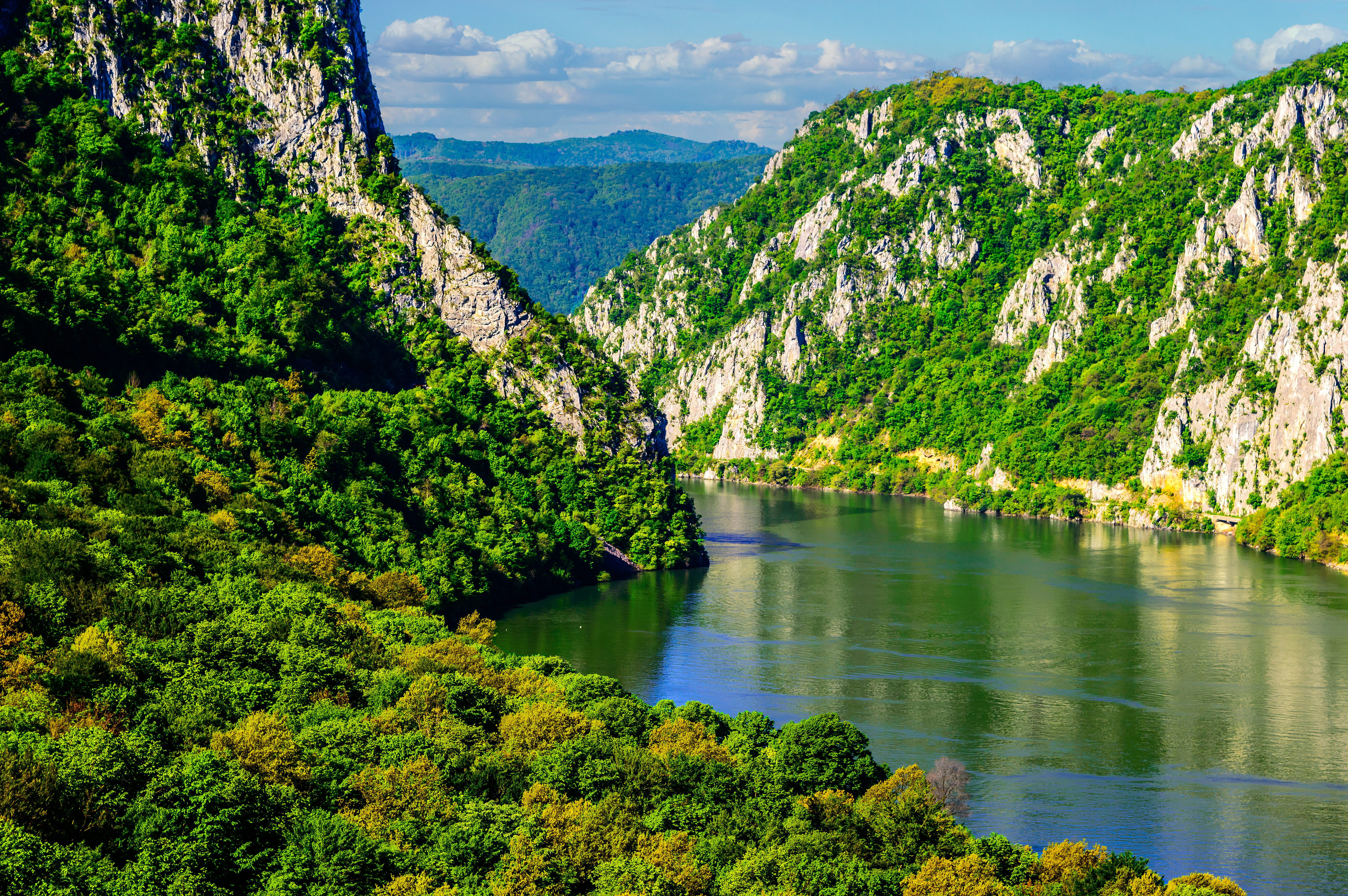
NP Đerdap

V Srbsku se k roku 2021 nacházelo pět národních parků, respektive 4. Národní park Šar-Planina se totiž nachází na kosovském území, které je předmětem sporu mezi Srbskou a Kosovskou republikou.

## Přehled území
| Název                    | Datum vyhlášení | Rozloha (ha) | Webové stránky         | Geodata (OSM) |
| ------------------------ | --------------- | ------------ | ---------------------- | ------------- |
| Národní park Đerdap      | 1974            | 63 786       | npdjerdap.rs           | OSM, WMF      |
| Národní park Kopaonik    | 1981            | 11 810       | npkopaonik.com         | OSM, WMF      |
| Národní park Tara        | 1981            | 19 200       | www.nptara.rs          | OSM, WMF      |
| Národní park Fruška gora | 1960            | 25 390       | www.npfruskagora.co.rs | OSM, WMF      |
| Národní park Šar-Planina | 1993            | 39 000       |                        |               |

## Galerie

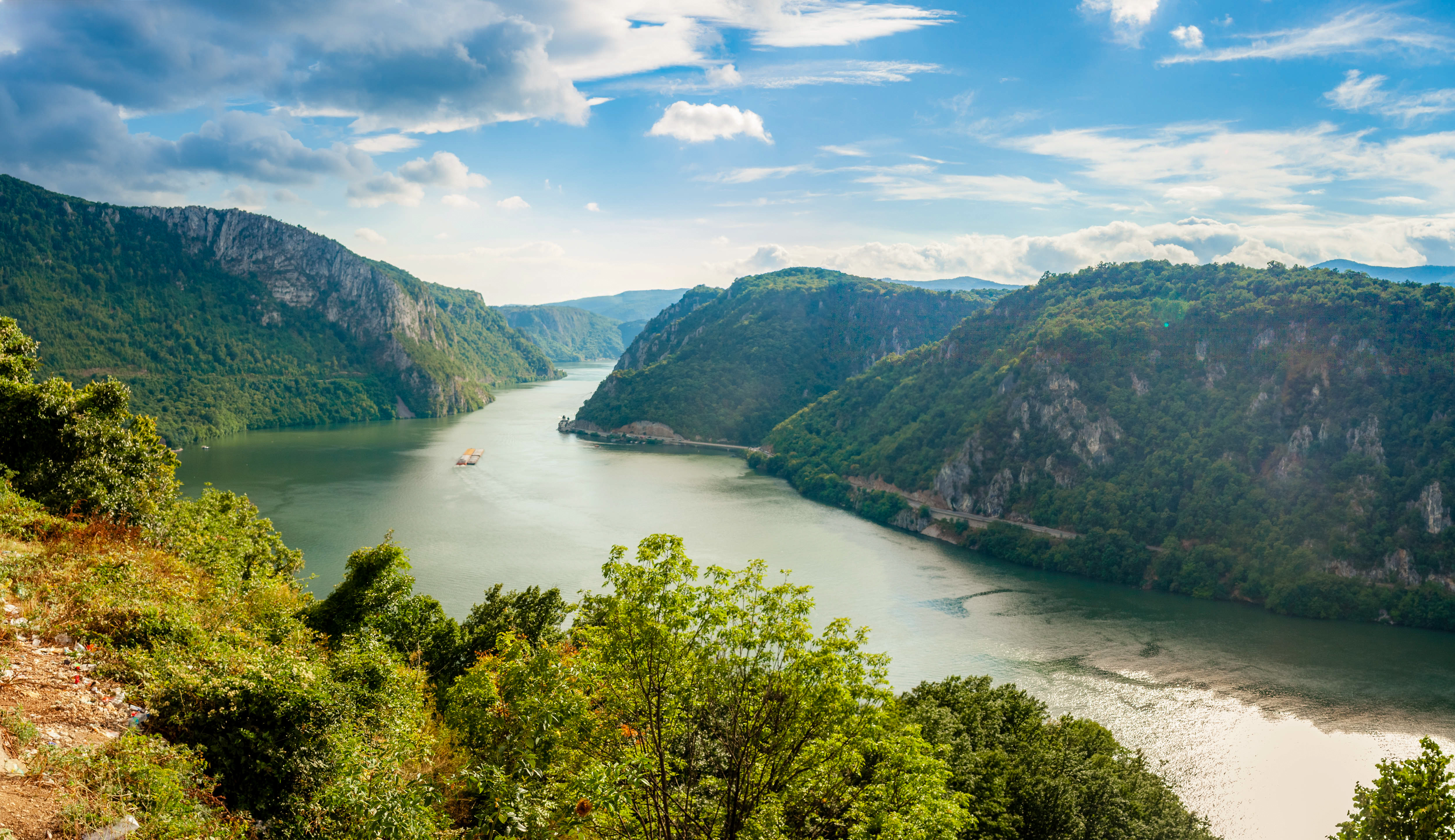
Djerdap
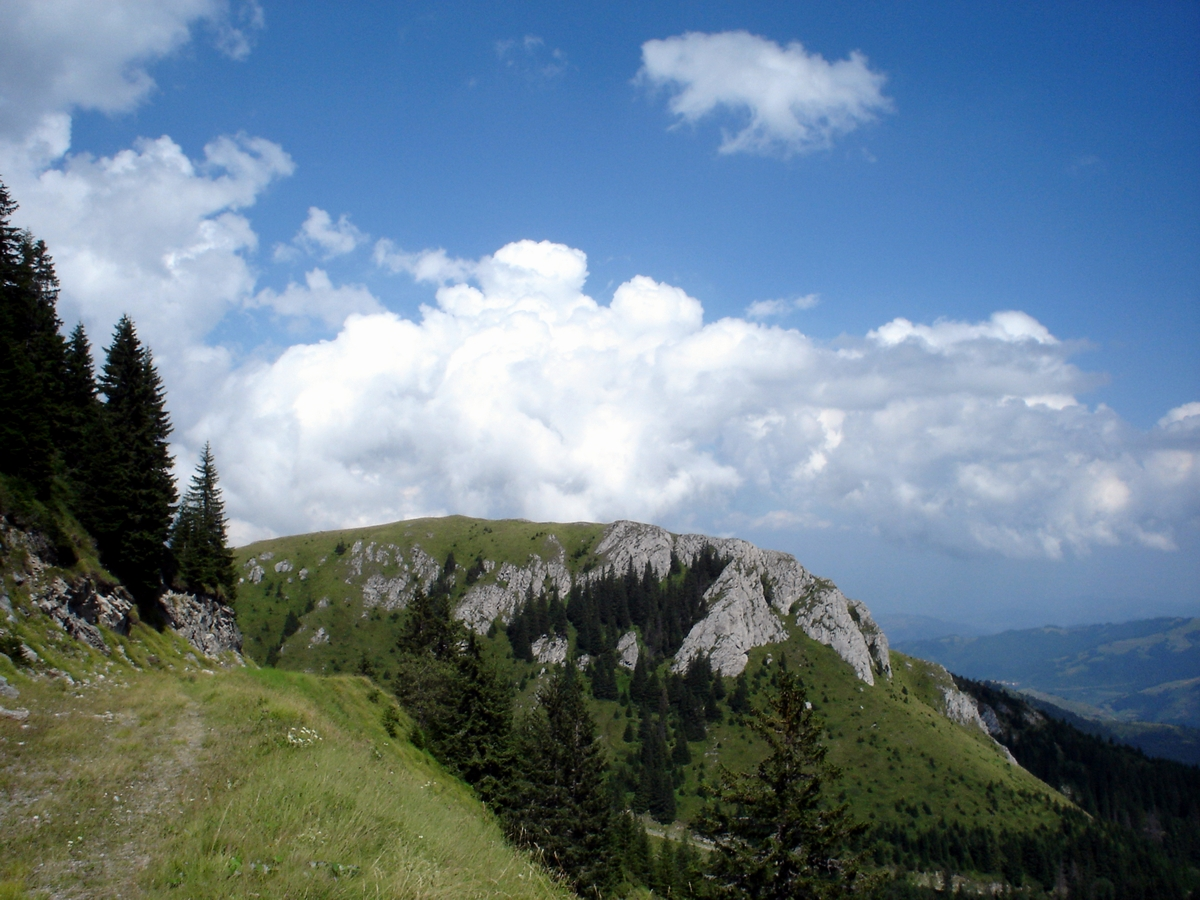
Kopaonik
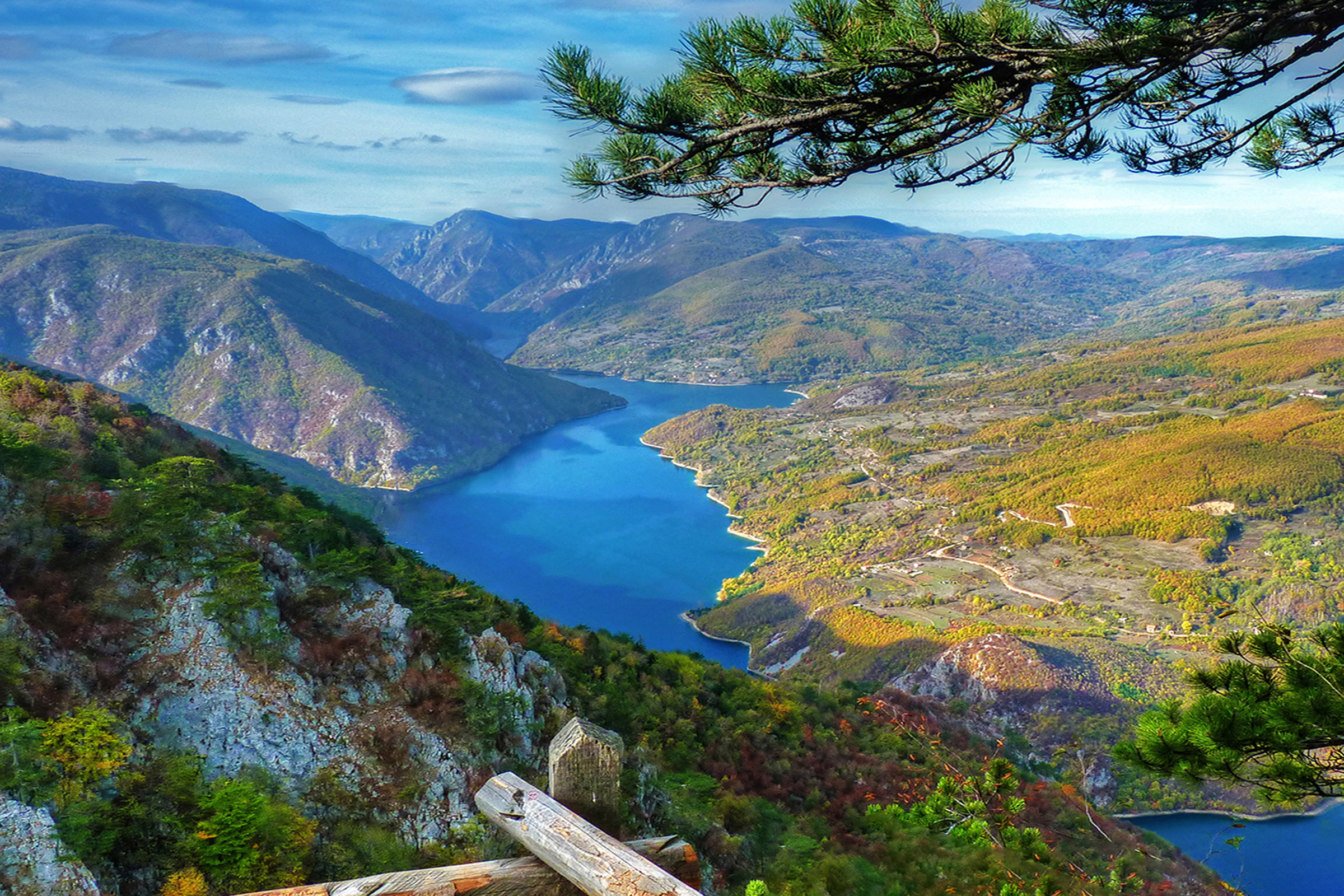
Tara
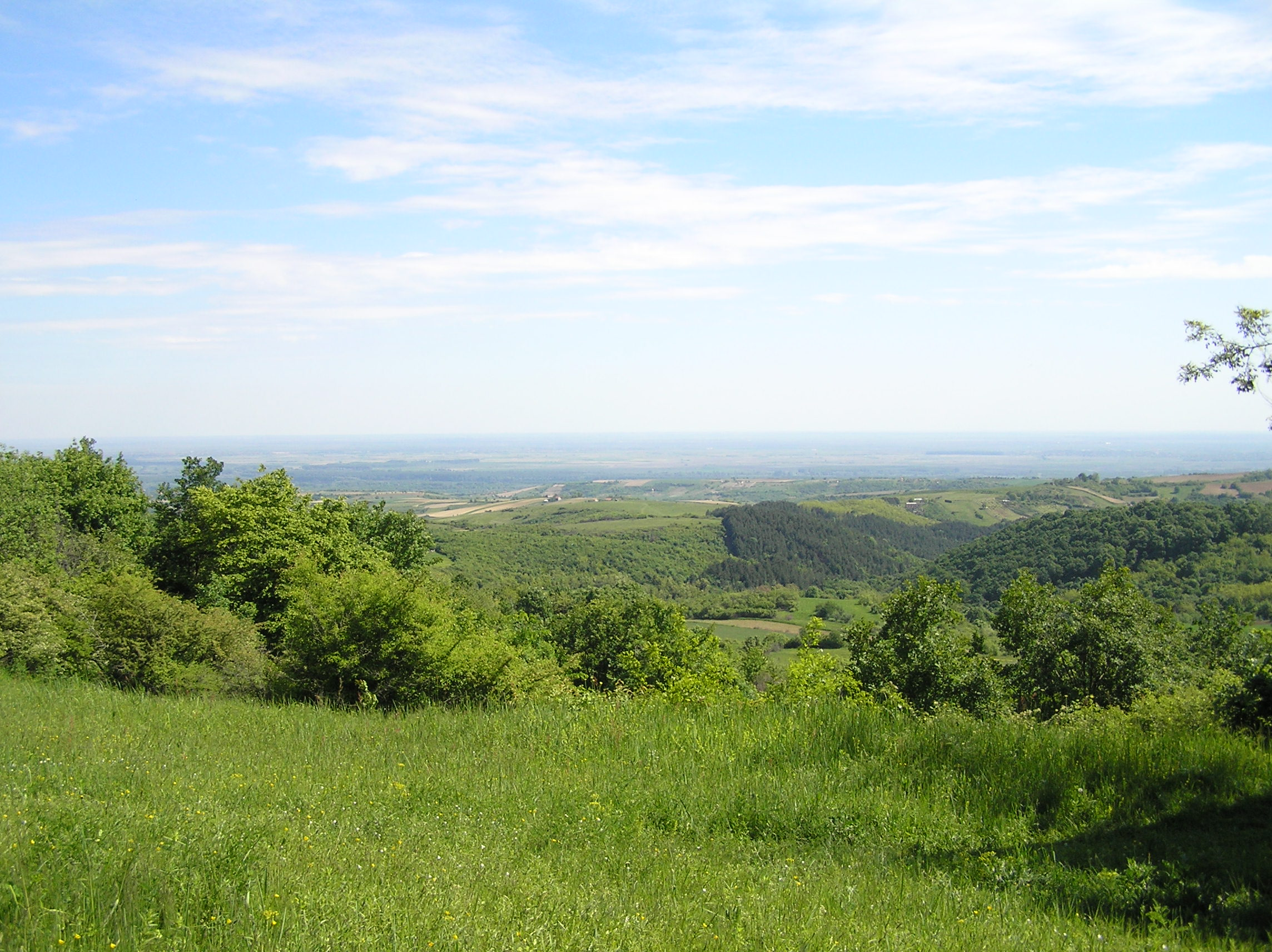
Fruška gora
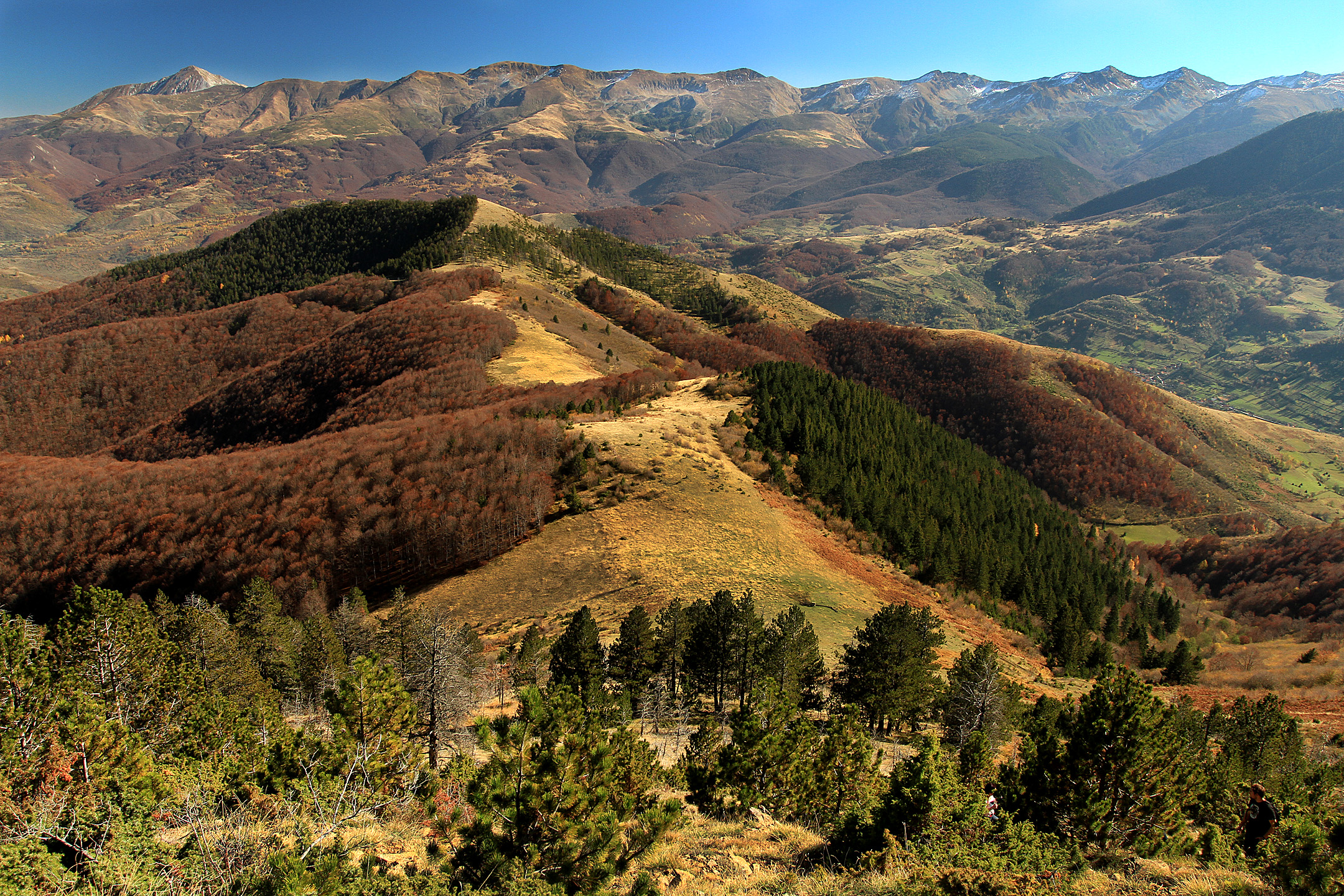
Šar Planina